# Can Joan (Bigues)
Can Joan, o Can Joan del Pla, és una masia del veïnat de Vallroja i el Pla, a Bigues, en el terme municipal de Bigues i Riells, a la comarca catalana del Vallès Oriental.
Està situada en el veïnat de Vallroja i el Pla, al nord-oest del Rieral de Bigues, a llevant del Pla del Vermell. És la casa situada just a migdia de Can Lleuger. Format aquest veïnat amb les masies de Can Benet, Can Lleuger, Can Lluís, Can Margarins i Ca l'Oncle, quasi agrupades, Can Vermell i les restes de Can Puça una mica més al sud, i Can Piler, més al nord-est.
Està inclosa a l'Inventari del patrimoni cultural i en el Catàleg de masies i cases rurals de Bigues i Riells.
El seu accés és per una pista rural en bon estat que arrenca cap al nord-est del punt quilomètric 23,8 de la carretera BP-1432, a prop de l'extrem nord del Rieral. En 800 metres seguint aquesta pista s'arriba al costat de ponent de Ca l'Oncle.